# 美乐家
美乐家（德語：Melitta，/məˈliːtə/）是销售咖啡、纸质咖啡滤纸和咖啡機的公司，隶属于美乐家集团，并在其他国家设有分支机构。公司总部位于德国北莱茵-威斯特法伦明登。